# Leiothrichidae
Leiothrichidae es una familia de aves paseriformes. Sus miembros son propios de zonas tropicales, con gran variedad en el sur de Asia y en el subcontinente indio. La familia entera anteriormente se incluía en Timaliidae.

## Características

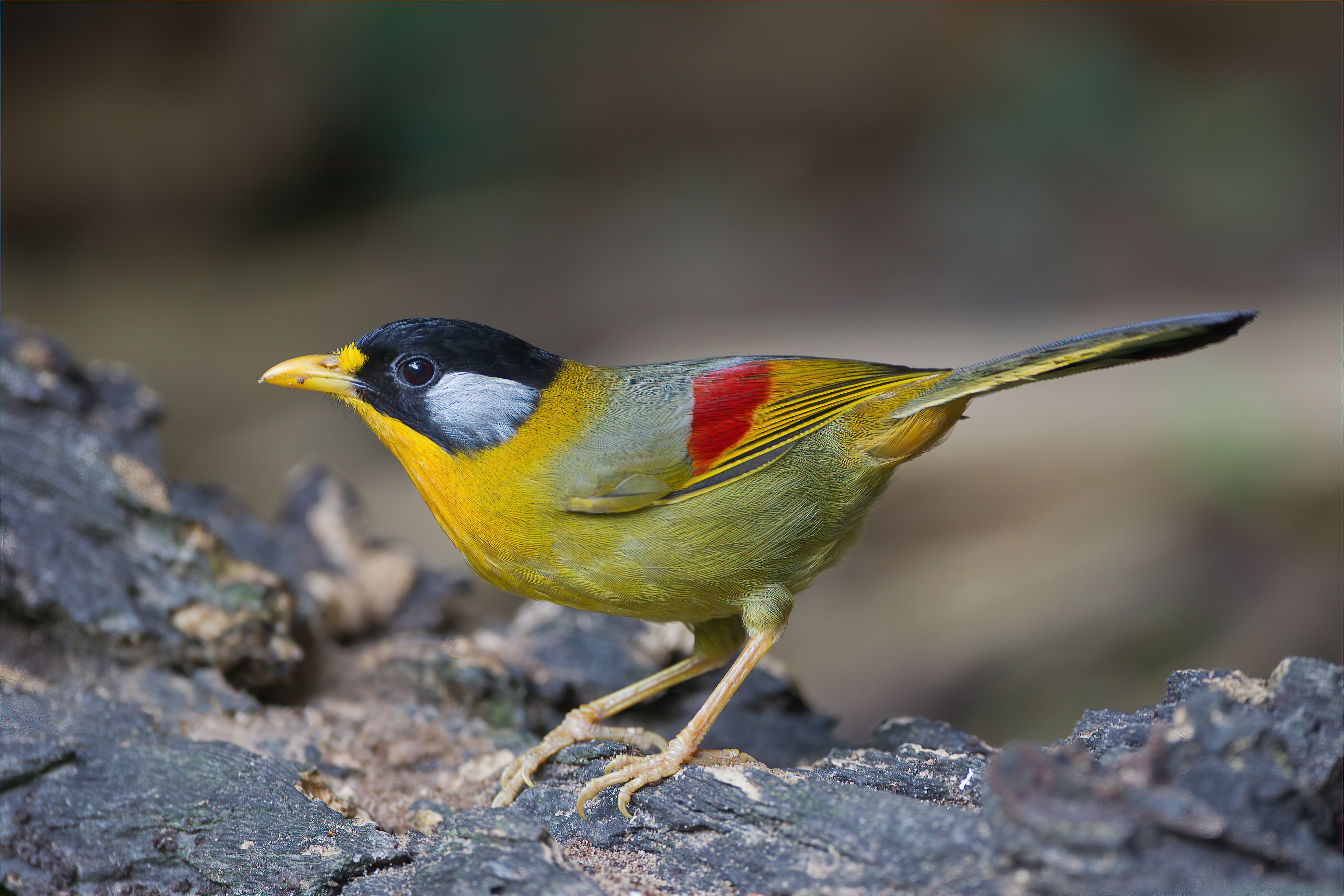
Leiothrix argentauris.

Suelen ser aves de tamaño pequeño o mediano. Tienen patas fuertes, y algunas son terrestres. Aunque tienen coloraciones muy variadas, en la mayoría predominan los plumajes pardos, y suelen presentar mínimas diferencias entre sexos.
Este grupo no es extremadamente migratorio, y muchas de las especies tienen alas cortas, y un vuelo débil. Viven en lugares luminosos son árboles. Son insectívoras, a pesar de que algunas se alimentan de bayas, y las más grandes incluso de pequeños lagartos y otros vertebrados.

## Lista de géneros

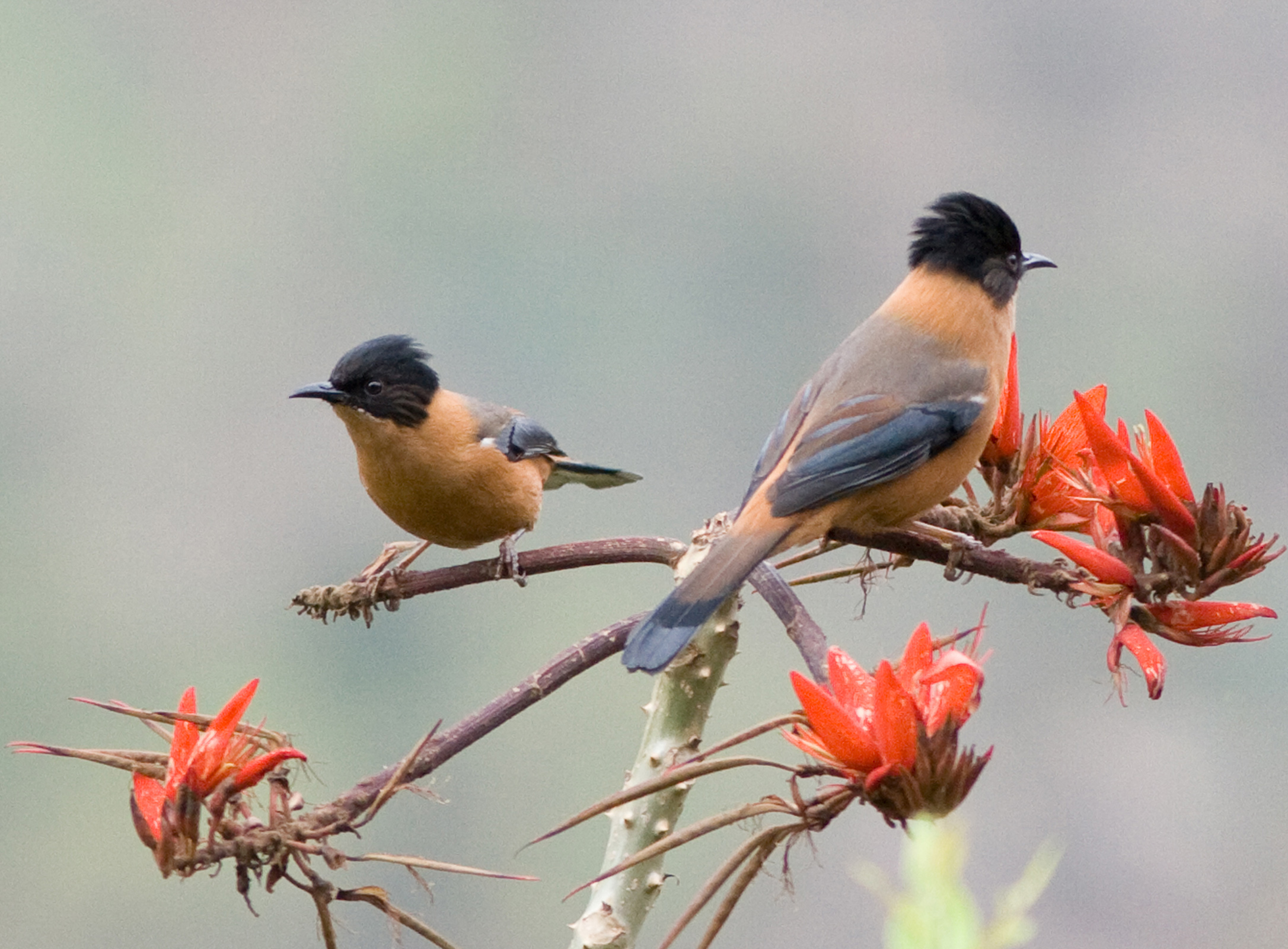
Heterophasia capistrata.

La familia contiene 135 especies distribuidas en 16 géneros:
- Género Grammatoptila (1 especie)
- Género Cutia (2 especies)
- Género Laniellus (2 species)
- Género Trochalopteron (19 species)
- Género Actinodura (9 species)
- Género Montecincla (4 species)
- Género Minla – (1 especie)
- Género Leioptila (1 especie)
- Género Leiothrix (2 especies)
- Género Liocichla (5 especies)
- Género Heterophasia (7 especies)
- Género Argya (17 especies)
- Género Turdoides (18 especies)
- Género Garrulax (16 especies)
- Género Ianthocincla (8 especies)
- Género Pterorhinus (23 especies)